# Maria Goeppert-Mayer Award

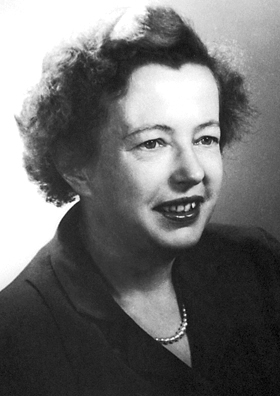
Maria Goeppert-Mayer (1906–1972)

Maria Goeppert-Mayer Award – coroczna nagroda przyznawana od 1986 roku przez Amerykańskie Towarzystwo Fizyczne (APS) kobietom-naukowcom w Ameryce Północnej w uznaniu za ich osiągnięcia w dziedzinie fizyki. Jest przyznawana paniom na wczesnym etapie kariery – kandydatki muszą mieć doktorat od mniej niż siedmiu lat, nie licząc ewentualnych przerw zawodowych.
Nazwa nagrody upamiętnia amerykańsko-niemiecką fizyczkę Marię Göppert-Mayer – drugą w historii (po Marii Skłodowskiej-Curie) kobietę nagrodzoną Nagrodą Nobla. Wśród laureatek Nagrody Marii G.-M. znalazła się późniejsza noblistka: Andrea Ghez, nagrodzona noblem w 2020 roku, razem z Reinhardem Genzelem za pierwszą fotografię czarnej dziury (drugą połowę nagrody otrzymał wtedy Sir Roger Penrose).

## Lista laureatek
- 1986: Judith Young
- 1987: Louise Dolan
- 1988: Bonny Schumaker
- 1989: Cherry Murray
- 1990: Ellen Williams
- 1991: Alice White
- 1992: Barbara Cooper
- 1993: Ewine van Dishoeck
- 1994: Laura Greene
- 1995: Jacqueline Hewitt
- 1996: Marjorie Ann Olmstead
- 1997: Margaret Murnane
- 1998: Elizabeth Beise
- 1999: Andrea Ghez
- 2000: Sharon Glotzer
- 2001: Janet Conrad
- 2002: Deborah Jin
- 2003: Chung-Pei Michele Ma
- 2004: Suzanne Staggs
- 2005: Yuri Suzuki
- 2006: Hui Cao
- 2007: Amy Barger
- 2008: Vassiliki Kalogera
- 2009: Saskia Mioduszewski
- 2010: Alessandra Lanzara
- 2011: Réka Albert
- 2012: Nadya Mason
- 2013: Feryal Ozel
- 2014: Ana Maria Rey
- 2015: Gretchen Campbell
- 2016: Henriette Elvang
- 2017: Maiken Mikkelsen
- 2018: M. Lisa Manning
- 2019: Alyson Brooks
- 2020: Elisabeth Krause
- 2021: Phiala E. Shanahan
- 2022: Blakesley Burkhart
- 2023: Prineha Narang
- 2024: Alison Patteson
- 2025: Wennie Wang